# Le Bus
Ne doit pas être confondu avec la ville allemande de Lebus et le réseau de transport en commun Lebus autour de la ville de Clermont (Oise).
 (janvier 2014).

Le Bus est une émission de télévision de genre téléréalité française diffusée sur M6 du 23 juillet 2012 au 24 aout 2012 à la télévision et depuis le 11 juin 2014 sur la chaîne de télévision belge francophone Plug RTL.
Au bout des 40 jours de voyage, 28 binômes, 9 pays, 3 continents, le jeu est remporté en Tunisie par le tandem Soraya et Célina le 24 août 2012 face aux belges Jody et Loïc.
Le Bus est l'adaptation de l'émission anglaise Coach Trip, diffusée sur Channel 4.  Une version québécoise nommée Les Touristes est produite par LP8 Média pour V en 2012.

## Concept
Pendant quarante jours, sept binômes de participants, accompagnés d’un guide professionnel vont découvrir à travers un voyage en bus, 35 destinations réparties sur une petite dizaine de pays. Chaque jour un vote est organisé pour désigner le binôme le moins apprécié, celui ayant obtenu le plus de votes "contre" reçoit un avertissement sous forme de carton jaune, au bout de trois le binôme est éliminé et doit quitter le bus, il est de suite remplacé par un nouveau duo qui prend place pour la suite du voyage. Contrairement à la plupart des émissions du genre, dans Le Bus, le vote n'est pas à bulletin secret, les voyageurs, réunis en cercle, disent devant les autres quel binôme ils souhaitent voir partir en indiquant les raisons, ce qui a pour conséquence de parfois créer des tensions et de faire apparaître au grand jour les amitiés ou inimitiés.

## Tandem
- Alice et Talie, 26 ans et 24 ans. Les cousines parisiennes. Leur historique : un carton jaune le 2e jour et un carton rouge le 4e jour.
- Alexandra et Cédric, 26 ans et 28 ans. Le jeune couple d'amoureux. Leur historique : un carton jaune le 4e jour et leur abandon le même jour.
- Fernand et Séverine, 61 ans et 34 ans. Le couple « baba cool ». Leur historique : un carton jaune le 6e jour et leur carton rouge le même jour.
- Mireille et Reine, 75 ans et 81 ans. Les super mamies. Leur historique : un carton jaune le 2e jour, deux cartons jaunes le 7e jour et un carton rouge le 9e jour.
- Edwige et Michel, 67 ans et 68 ans. Les retraités spécialisés du voyage organisée. Leur historique : un carton jaune le 4e jour, deux cartons jaunes le 9e jour et un carton rouge le 10e jour.
- Romain et Romain
- Fryd et Yohan, 32 ans et 22 ans. Les cousins que tout oppose. Ils ont marqué l'aventure par leur dynamisme. Fryd l'extraverti et Yohan le réservé, ils ont abandonné à la suite d'un problème de santé que Yohan a contracté pendant le jeu.
- Amy et Katia, 25ans. copines parisiennes. voyageuses libre. depart dans l'émotion pour tous.
- Julien et Sophie, frère et sœur.
- Benjamin et Christelle, le binôme préféré du public, la mère et le fils complices.
- Guy et Sylvia, papy et mamy du bus.
- Olivier et Virginie, les corses.
- Loïc Schumacher et Jody Lange, 20 ans et 20 ans. Les amis belges excentriques. Leur historique : le binôme finaliste en VS contre Soraya et Célina lors de la toute dernière cérémonie de vote.
- Soraya et Célina, 22 ans et 21 ans. Les colocataires du sud. Les vainqueurs du jeu.

## Critiques
- Extrait d'une critique parue dans Télé Obs (supplément de Le Nouvel Observateur) : « Le savoir-vivre passe par la fenêtre. », « Tout se passe comme si le jeu était conçu comme une formidable usine à tensions », « Malheureusement, la part belle réservée aux disputes entre concurrents prend le pas sur la découverte touristique. »[3].